# Амано Хіросі

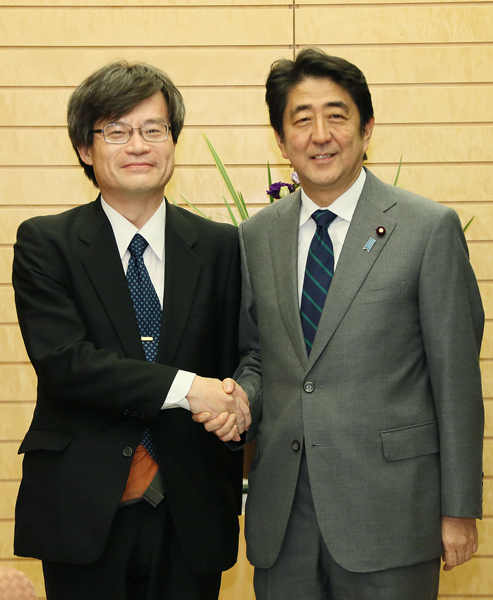
з Сіндзо Абе (в Офіційній резиденції прем'єр-міністра 22 жовтня 2014 року)

Ама́но Хіро́сі (【天野浩】　あまの-ひろし; англ. Hiroshi Amano; нар. 11 вересня 1960) — японський науковець, інженер-електронік, фізик. Професор Нагойського університету (з 2010) і університету Мейдзьо (з 2002). Лауреат Нобелівської премії з фізики (2014) за створення світлодіодів, які стали ефективними джерелами світла. 1989 році вперше створив світлодіод на основі нітриду галію, що випромінює блакитне світло.
Народився у місті Хамамацу, Айті, Японія. Випускник Нагойського університету (1983). Магістр наук (1985), доктор наук (1989). Викладав у Нагойському університеті до 1992 року, а потів перейшов на посаду лектора в університет Мейдзьо. У 1998 році став доцентом і у 2002 професор. З 2010 року працює професором у аспірантурі університету Нагої.

## Відзнаки
- 1994: Fifth Optoelectronics Conference A Special Award
- 1996: IEEE/LEOS Engineering Achievement Award
- 2011: Fellow am Institute of Physics, London
- 2014: APEX/JJAP Editorial Contribution Award der Japan Society of Applied Physics
- 2014: Нобелівська премія з фізики разом Акасакі Ісаму та Накамурою Сюдзі.